# Frolóvskoie
Frolóvskoie (en rus: Фроловское) és un poble de l'óblast de Vladímir, a Rússia, segons el cens del 2010 tenia 148 habitants. Pertany al districte municipal de Iúriev-Polski.